# 파올로 우르타도
크리스토페르 파올로 세사르 우르타도 우에르타스(스페인어: Cristopher Paolo César Hurtado Huertas, 1990년 7월 27일 ~ )는 페루의 축구 선수로 현재 페루 프리메라 디비시온의 시엔시아노에서 윙어로 뛰고 있다.